# Dipterocarpus lamellatus
Dipterocarpus lamellatus — вид тропических вечнозелёных деревьев из рода Диптерокарпус семейства Диптерокарповые. Эндемик острова Калимантан (Малайзия и Бруней). Впервые был описан Джозефом Гукером в 1860 году.
Dipterocarpus lamellatus входит в список 100 наиболее исчезающих видов в мире, составленный МСОП в 2012 году. Охранный статус вида — CR — виды, находящиеся на грани полного исчезновения.